# Zabłocie-Kolonia
Zabłocie-Kolonia (prononciation : [zaˈbwɔt͡ɕe kɔˈlɔɲa]) est un village polonais de la gmina de Kodeń dans le powiat de Biała Podlaska de la voïvodie de Lublin dans l'est de la Pologne.

## Histoire
De 1975 à 1998, le village est attaché administrativement à la voïvodie de Biała Podlaska.

Depuis 1999, il fait partie de la voïvodie de Lublin.